# Tymoteusz Duchowski

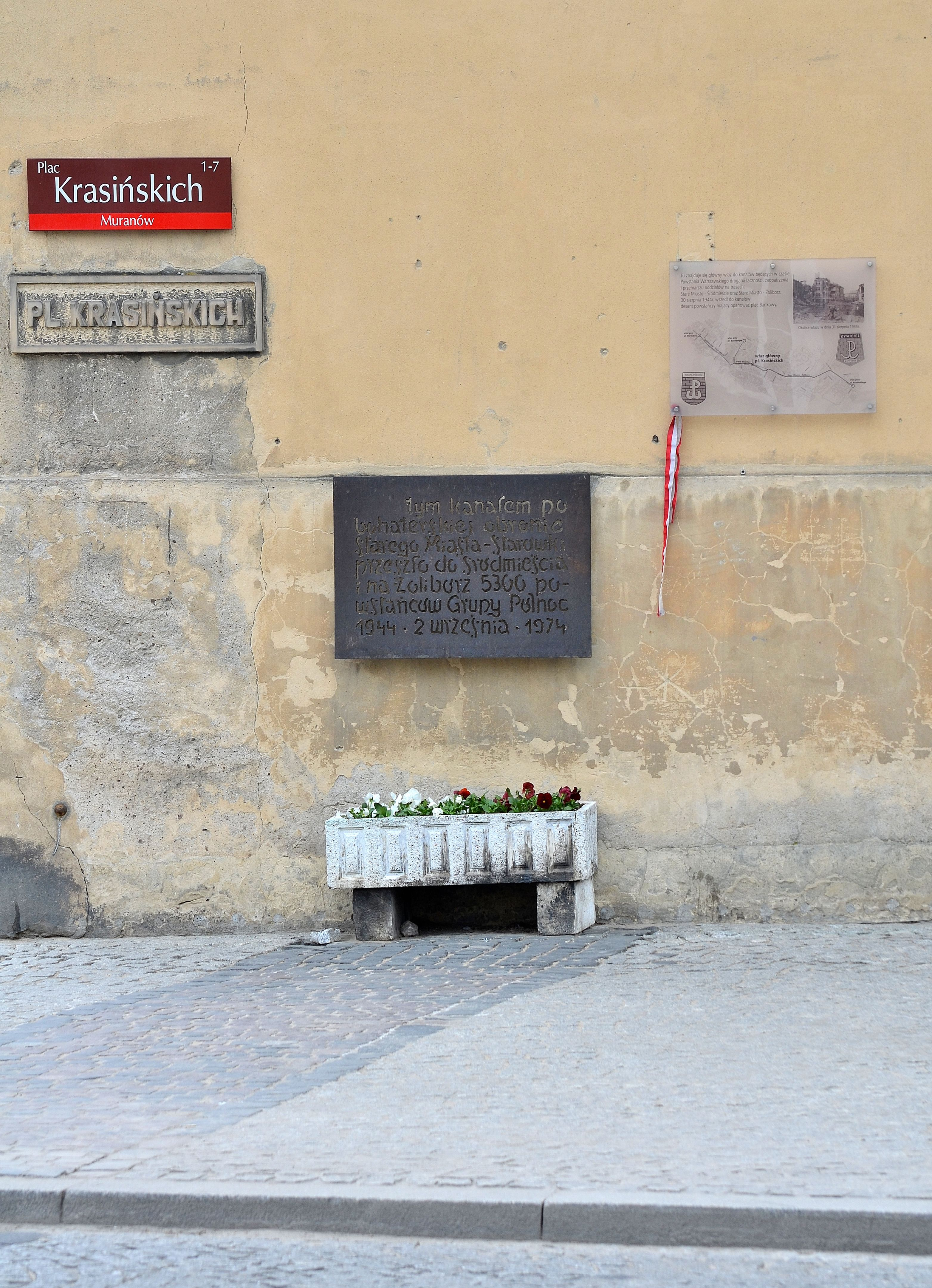
Upamiętnienie włazu do kanału, którym w 1944 podczas powstania warszawskiego ewakuowali się obrońcy Starego Miasta i ludność cywilna (2014)

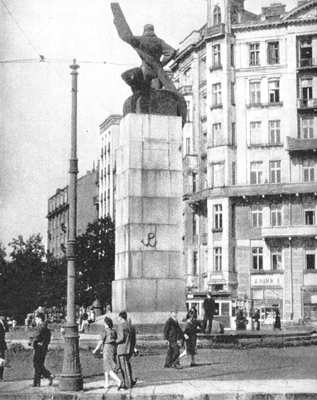
„Kotwica” – znak Polski Walczącej namalowany przez Jana Bytnara na pomniku Lotnika na placu Unii Lubelskiej (zdjęcie Stefana Bałuka)

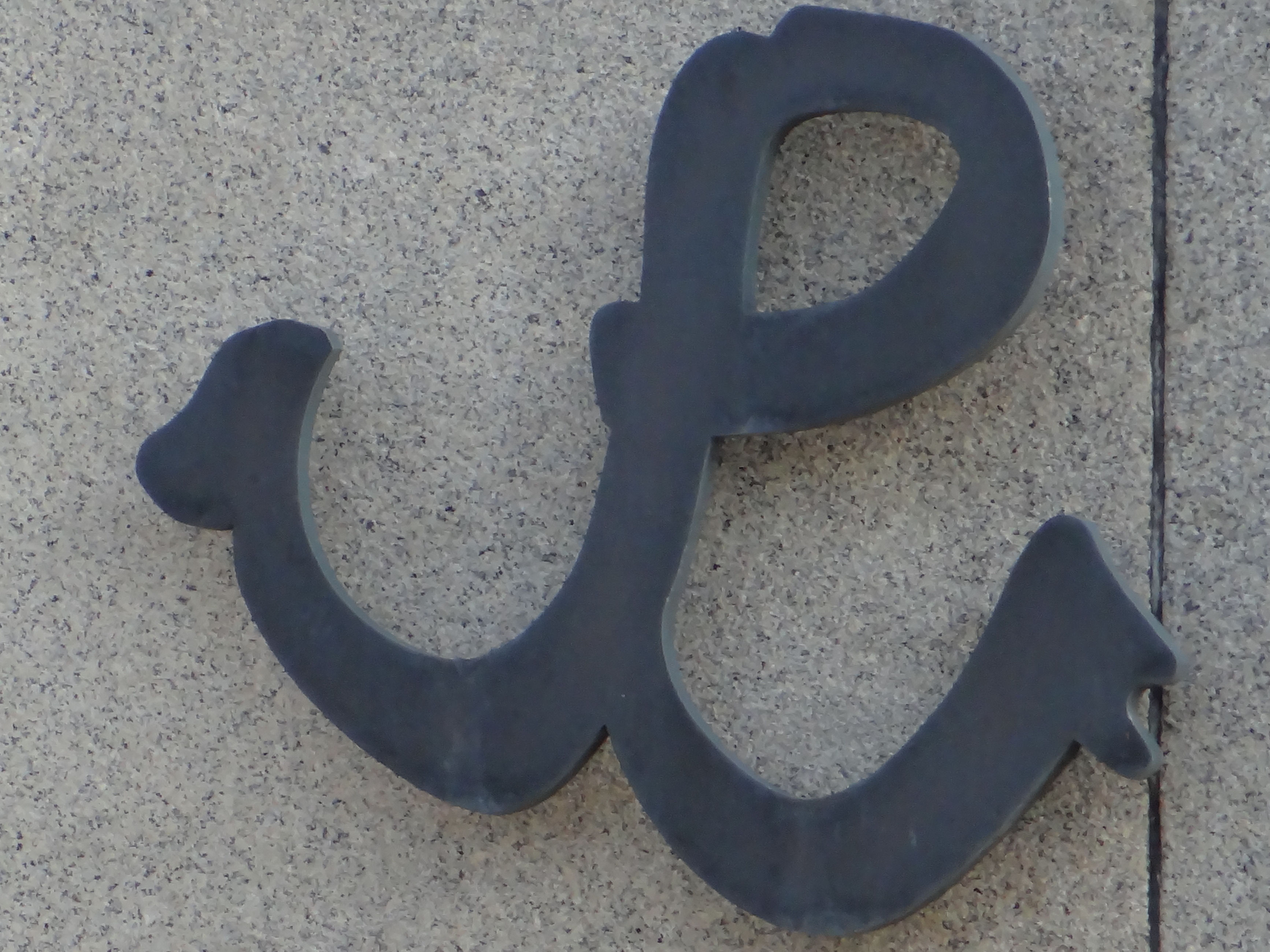
Metalowy znak Polski Walczącej na Pomniku Lotnika, wykonany na podstawie zdjęcia gen. Stefana Bałuka, ufundowany przez Tymoteusza Duchowskiego

Tymoteusz Edmund Duchowski ps. Żółw, Motek (ur. 23 stycznia 1928 w Warszawie, zm. 13 marca 2014 tamże) – harcerz, uczestnik powstania warszawskiego, inżynier budownictwa wodnego, żeglarz i instruktor żeglarstwa, podharcmistrz.

## Życiorys
Syn Jana, inżyniera, i Marii z Zawadzkich. Jego dziadek uczestniczył w powstaniu styczniowym. Rodzina mieszkała w Warszawie na Marymoncie, przy ul. Jana III 2.
Przed wojną uczeń szkoły powszechnej księży marianów na Bielanach. Należał do zuchów. Szkołę podstawową skończył na tajnych kompletach (Miejska Szkoła Drogowa).

### Konspiracja
Podczas okupacji w domu Duchowskich wykonywano konspiracyjne pieczątki, a w garażu produkowano granaty powstańcze („sidolówki”). 
Od 1942 uczestnik konspiracyjnych organizacji harcerskich – najpierw Hufców Polskich (Harcerstwo Polskie), następnie Szarych Szeregów. Od listopada 1943 działał w 48 Warszawskiej Wodnej Drużynie Zawiszy. Był zastępowym i przybocznym.

### Powstanie warszawskie
Przed powstaniem warszawskim drużyna otrzymała przydział do oficera łączności Obwodu „Żywiciel”, miała pełnić pomocniczą służbę łączności między Marymontem a Pelcowizną w razie zburzenia mostów przez Wisłę. 
W powstaniu walczył jako strzelec w oddziale (plutonie harcerskim) 227, w Zgrupowaniu „Żyrafa”, II Obwodu „Żywiciel” Okręgu Warszawa Armii Krajowej. Trzeciego sierpnia lekko raniony w nogę. Przydzielony do drużyny 200 na Żoliborzu, pełnił służbę wartowniczą. Uczestniczył w transportowaniu kanałami broni z Żoliborza na Stare Miasto, przenosił meldunki i rozkazy do Śródmieścia, brał udział w rozpoznawaniu sieci kanałów w kierunku Woli i Wisły.
Pod koniec powstania ewakuowany z wrzodami na nogach i gorączką na Żoliborz. Trafił do obozu przejściowego Dulag 121 w Pruszkowie, następnie jako chory zakaźnie przez obóz cywilny, Końskie, Tomaszów Mazowiecki trafił do rodziny w Krakowie.
Jego brat Kazimierz walczył w plutonie 233 na Żoliborzu.

### Okres powojenny
W maju 1945 powrócił z rodziną do Warszawy. W szkole księży marianów w 1948 zdał maturę i dostał się na studia na Politechnice Warszawskiej, z których został usunięty po kilku miesiącach. Dzięki temu, że rodzina przeprowadziła się z Żoliborza na Śródmieście i zaginęły dokumenty w komendzie uzupełnień, przez kilka lat uchylał się przed wcieleniem do wojska. Zapisał się do Państwowego Liceum Techniki Teatralnej i ponownie zdał maturę. Pracował w Teatrze Wielkim. W 1960 ukończył studia jako magister inżynier budownictwa wodnego. Pracował w biurze projektowym, zaprojektował ponad czterdzieści obiektów hydrotechnicznych: ujęć wody i stacji uzdatniania.

### Działalność popularyzatorska
Dokumentalista, popularyzator wiedzy o powstaniu warszawskim, autor relacji o plutonie harcerskim 227 (współautor wraz z Romualdem Augustyniakiem publikacji Żoliborski pluton „Szarych Szeregów"), współautor książki Kanały: trasy łączności specjalnej Powstania Warszawskiego wydanej w serii Warszawskie Termopile. Był inicjatorem umieszczenia 13 tablic przy wyjściach z kanałów, którymi ewakuowali się powstańcy, i przywrócenia w 2010 kotwicy namalowanej przez Jana Bytnara „Rudego” na Pomniku Lotnika oraz nadania stacji metra przy placu Bankowym nazwy Ratusz Arsenał. Działał w Stowarzyszeniu Szarych Szeregów.

### Żeglarstwo
Hobbystycznie zajmował się żeglarstwem i żeglarstwem lodowym. Od 1948 do rozwiązania ZHP w 1949 działał w Harcerskim Ośrodku Wodnym ZHP, a następnie w Yacht Klubie Polski. Był szkoleniowcem w sekcji żeglarskiej Centralnego Wojskowego Klubu Sportowego „Legia”, kierownikiem Zespołu Klasyfikacji Sportowej i przewodniczącym Komisji Szkolenia Sekcji Żeglarskiej Stołecznego Komitetu Kultury Fizycznej oraz wiceprezesem Warszawskiego Okręgowego Związku Żeglarskiego ds. szkolenia. Zajmował się organizacją kursów i egzaminów na stopnie żeglarskie i instruktora żeglarstwa, był członkiem kolegium redakcyjnego podręcznika żeglarstwa WOZŻ i autorem zamieszczonej w nim locji śródlądowej i morskiej. Pełnił funkcje wiceprzewodniczącego Polskiego Związku Żeglarskiego ds. turystyki, przewodniczącego Głównej Komisji Żeglarstwa Lodowego, Sekretarza Floty Polskiej DN, członka Centralnej Komisji Egzaminacyjnej PZŻ na stopień kapitana jachtowego, członka Warszawskiej Komisji Egzaminacyjnej na stopień sternika morskiego, sekretarza Komisji Rewizyjnej PZŻ i przewodniczącego Sądu Koleżeńskiego YKP. Był autorem opracowania polskiej wersji przepisów regatowych i przepisów klasowych klasy DN, twórcą regulaminów, instrukcji, programów szkolenia i egzaminów na stopnie żeglarza, sternika i instruktora żeglarstwa lodowego. Kilkakrotnie był sędzią głównym regat – pucharu Europy, mistrzostw Europy i mistrzostw świata w klasie DN, przewodniczył polskiej ekipie regat na mistrzostwach Europy, brał udział w dorocznych międzynarodowych konferencjach żeglarskich.
Zdobył szereg uprawnień: był instruktorem żeglarstwa i żeglarstwa lodowego, kapitanem żeglugi wielkiej.
Pochowany na cmentarzu Powązkowskim w Warszawie (kwatera 105-5-29/30).

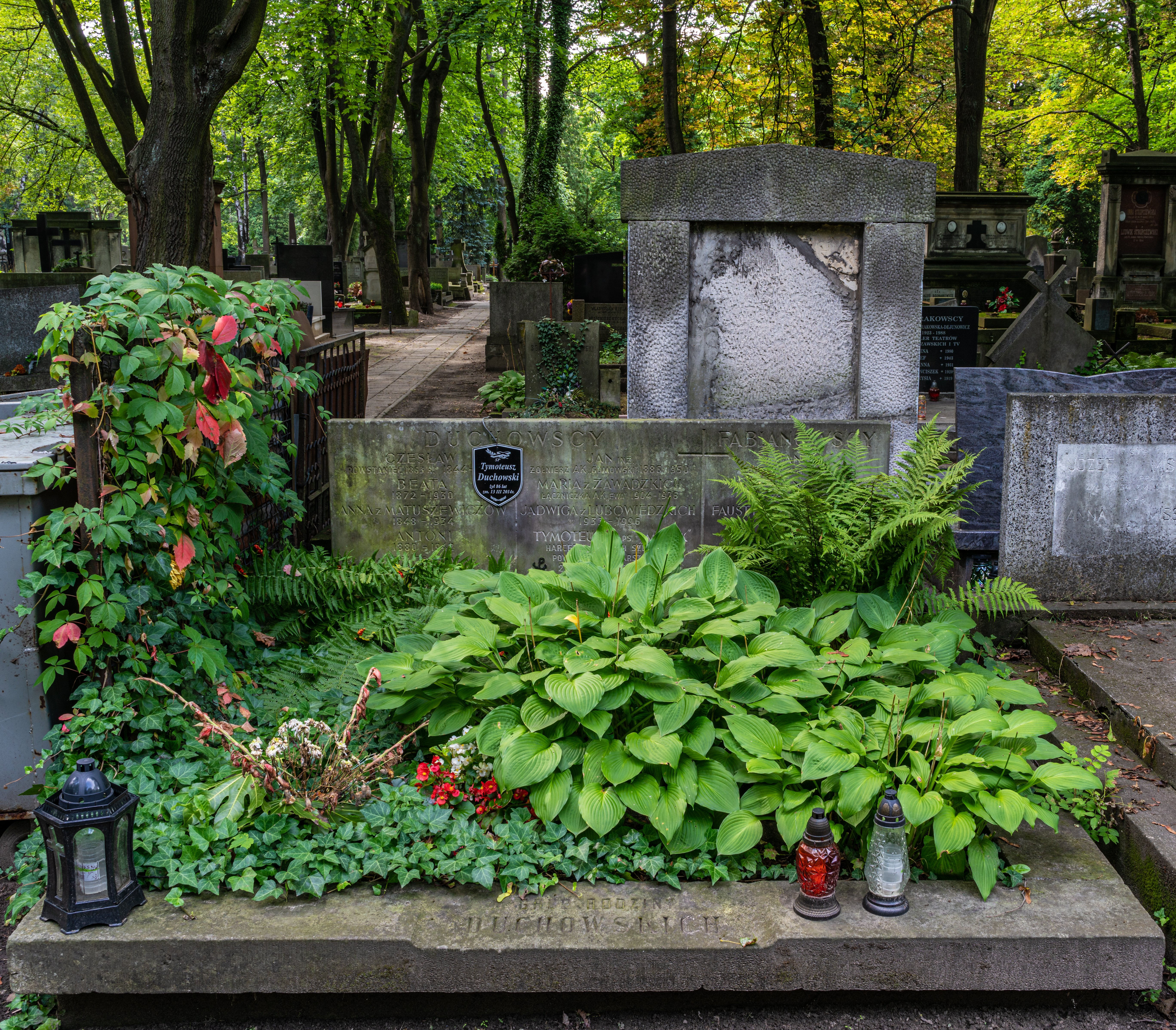
Grób Tymoteusza Duchowskiego na cmentarzu Powązkowskim

## Odznaczenia
Odznaczony Krzyżem Oficerskim i Krzyżem Kawalerskim Orderu Odrodzenia Polski, Krzyżem Walecznych i Złotym Krzyżem Zasługi.